# Musculus palmaris brevis
De musculus palmaris brevis is een dunne, vierzijdige spier die zich bevindt onder het omhulsel van de ulnaire zijde van de hand. De musculus palmaris brevis spant de huid van de handpalm aan de ulnaire zijde tijdens een grijpactie.

## Structuur
De musculus palmaris brevis bevindt zich aan de ulnaire zijde van de hand. Ze ontspringt uit de fasciculus van het transversale carpale ligament en palmaire aponeurose. De spiervezels hechten aan in de huid op de ulnaire rand van de handpalm en soms op het os pisiforme.
De musculus palmaris brevis is de enige spier die wordt geïnnerveerd door de oppervlakkige tak van de nervus ulnaris (C8, T1).
De musculus palmaris brevis wordt gevoed door de arteriae metacarpeae palmares, slagaders van de arcus palmaris profundus.
De eerste vermelding van de spier is ergens vóór 1543 door de Italiaanse anatoom Giambattista Canano. De spier werd een paar jaar later onafhankelijk ontdekt door Realdo Colombo waarna deze algemeen aanvaard werd in de werken van Andreas Vesalius.

## Functie
De musculus palmaris brevis spant de huid van de handpalm aan de ulnaire zijde tijdens een grijpactie. De holte van de handpalm wordt hierbij verdiept. De musculus palmaris brevis beschermt de nervus ulnaris en de arteria ulnaris tegen drukkrachten tijdens herhaalde grijphandelingen mede dankzij een vermoeidheidsbestendig vezeltype profiel.